# Плавателен мехур
Плавателният мехур е орган при костните риби, изпълнен с газ, който допринася за способността на рибата да контролира своята плаваемост и да остава при дадена дълбочина на водата без да се налага да губи енергия в плуване. Плавателният мехур се използва и като стабилизатор, тъй като в изправено положение центърът на тежестта на рибата е под центъра на обема ѝ, благодарение на гръбната позиция на плавателния мехур. Друга функция на плавателния мехур е използването му като резонираща камера за произвеждане или получаване на звук.
Плавателният мехур еволюционно предхожда белите дробове и самият Чарлз Дарвин отбелязва това в труда си „Произход на видовете“.

## Структура и функция
Плавателният мехур обикновено се състои от две изпълнени с газ мехурчета, разположени в гръбната част на рибата. В няколко примитивни видове има само един сак. Мехурът има гъвкави стени, които се свиват или разширяват според налягането на околната среда. Стените на мехура съдържат много малко кръвоносни съдове, покрити с гуанинови кристали, които ги правят непропускливи на газове. Чрез регулиране на налягането на газа с помощта на газова жлеза, рибата може да увеличи и намали своята плаваемост и да се издигне и спусне в широк дълбочинен диапазон. Поради гръбната си позиция, плавателният мехур дава на рибата и странична стабилност.
При физостомните риби съществува връзката между плавателния мехур и червата – пневматичен канал, позволяващ на рибата да пълни плавателния мехур като „гълта“ въздух и го „напомпва“. Излишният газ може да бъде отстранен по обратния начин.
При физоклистите риби връзката с храносмилателния тракт е загубена. В ранните етапи от живота си рибата трябва да се издигне до повърхността, за да пълни своя плавателен мехур. В по-късните етапи връзката изчезва и газовата жлеза трябва да въвежда газ (обикновено кислород) в мехура, за да увеличи обема му и по този начин да се повиши плаваемостта. С цел въвеждането на газ в мехура, газовата жлеза изхвърля млечна киселина и произвежда въглероден диоксид. Произтичащата от това киселинност кара хемоглобина от кръвта да загуби своя кислород (Root ефект), който след това дифундира отчасти в плавателния мехур. Кръвта се връща обратно към тялото като минава първо през Rete mirabile, където почти целият излишен въглероден диоксид и кислород, произведен в газовата жлеза, навлизат обратно в артериите, които доставят газа на жлезата. Така може да се получи много високо налягане на газа, което да осигури навлизането на газ в плавателните мехури дори на дълбоководните риби като змиорка, където се изисква налягане от стотици барове. При други видове, в подобна структура, известна като овален прозорец, мехурът е в контакт с кръвта и кислородът може да дифундира обратно.
Отношението на газове в плавателния мехур варира. При плитководните риби съотношението е подобно на това в атмосферата, а дълбоководните риби имат по-висок процент кислород. Например, при змиорка Synaphobranchus се наблюдава 75,1% кислород, 20,5% азот, 3,1% въглероден двуокис и 0,4% аргон в плавателния мехур.
Физоклистите мехури имат един важен недостатък: те не позволяват бързо издигане, тъй като мехурът може да се спука. Физостомните риби могат да изкарват газа през устата, макар и това да усложнява процеса на повторно потапяне.
При някои риби, основно шаран, сом и други сладководни видове, плавателният мехур е свързан с лабиринта на вътрешното ухо чрез вебериански апарат (костна структура, получена от прешлените, която осигурява точно преценка за водното налягане, а по този начин и дълбочината, като подобрява слуха).